# Robox
Robox (fondată în 2008) este o firmă producătoare de ambalaje din carton din Iași, România care produce cutii clasice (caracterizate doar prin lungime, lățime și înălțime), cutii cașerate și cutii ștanțate din diverse tipuri de carton.